# アンジェラ (ジョン・レノンの曲)
アンジェラ（Angela）は1972年にジョン・レノンがオノ・ヨーコと共同名義で発表した、生前唯一の2枚組アルバム『サムタイム・イン・ニューヨーク・シティ』の収録曲である。

## 解説
1950年代後半から解放運動に身を投じたアフリカ系のアメリカ合衆国人はアングロ・サクソン系アメリカ合衆国人によって徹底的に弾圧され、逮捕投獄されるケースもあった。このような弾圧は、1964年に公民権法が施行された後も形を変えて継続した。
レノンはアメリカ合衆国でアフリカ系のアメリカ合衆国人が相変わらず不当に弾圧されていることに憤り、オノと本曲を共作して発表した。タイトルのアンジェラとは活動家のアンジェラ・デイビスである。彼女はアフリカ系解放運動に身を投じた結果、逮捕され刑務所に投獄されたという。本曲は、無実の政治犯を解放せよと呼びかける内容である。
本曲が発表された当時はアフリカ系アメリカ人への弾圧事件は減り始めていたため、共感した人は少なかったという。そのためか、現在では曲自体の知名度は低い。
生誕80周年を記念して2020年10月9日に発売されたベストアルバム『ギミ・サム・トゥルース.』に収録された。